# Economía clásica

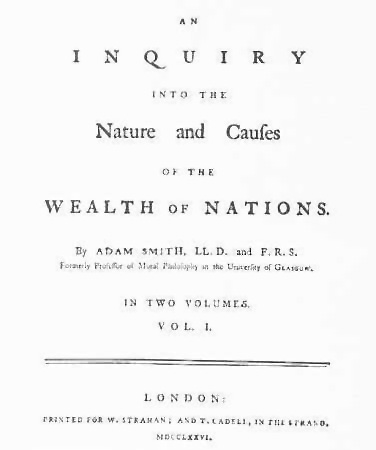
Portada del libro de Adam Smith, La riqueza de las naciones.

La teoría económica clásica se refiere a una escuela de pensamiento económico cuyos principales exponentes son Adam Smith, Jean-Baptiste Say y David Ricardo. Es considerada por muchos como la primera escuela económica moderna. Incluye también a autores como Karl Marx, Thomas Malthus, William Petty y Frédéric Bastiat, algunos incluyen, entre otros, a Johann Heinrich von Thünen. Habitualmente se considera que el último clásico fue John Stuart Mill. .
El término «economía clásica» fue acuñado por Marx para referirse a la economía ricardiana –la economía de Ricardo y James Mill y sus antecesores– pero su uso se generalizó para describir también tanto a los seguidores de Ricardo y Mill como a todos los influidos por las percepciones generales de esos autores, incluido el propio marxismo.

## Orígenes
Siempre se toma como comienzo de la economía clásica la publicación, en 1776, de la obra de Adam Smith Una investigación sobre la naturaleza y causas de la riqueza de las naciones —más conocido como La riqueza de las naciones–. La escuela estuvo activa hasta mediados del siglo XIX. La escuela de economía más grande que todavía se adhiere a las formas clásicas es la escuela marxista. Sin embargo, la Nueva economía clásica esta fuertemente influida por las percepciones generales de la escuela.
Además de la obra de Smith, en la cual unas de sus teorías más importantes eran la de la filosofía es naturalista "la ley natural es superior a la ley humana" y que la economía esta regida por  una "mano invisible" en la cual, el estado no debe de intervenir, y que los seres humanos actúan en su propio interés: el hombre de negocios invierte para obtener beneficios, gracias a algunas de sus aplicaciones a la filosofía social, de John Stuart Mill (1848). Ambas fueron obras de uso generalizado en las cátedras de “economía política” hasta la introducción de los Principios de economía de Alfred Marshall (1890). Otro texto cuya importancia no puede ser ignorada es El Capital, de Marx (1867).
Los economistas clásicos intentaron explicar el crecimiento y el desarrollo económico. Elaboraron sus teorías acerca del “estado progresivo” de las naciones en una época en la que el capitalismo se encontraba en pleno auge tras salir de una sociedad feudal y en la que la revolución industrial provocaba enormes cambios sociales.
Los economistas clásicos reorientaron la economía, alejándose del análisis previo que se centraba en los intereses personales del gobernante y/o las clases gobernantes. El fisiócrata François Quesnay y Adam Smith, por ejemplo, identificaron la riqueza de la nación con el producto nacional bruto, en lugar de con la tesorería del rey o del estado. Smith veía este producto nacional como derivado del trabajo aplicado a la tierra y al capital. Ese producto nacional se divide "naturalmente" entre trabajadores, terratenientes y capitalistas, en la forma de salario, renta y beneficios.
La economía clásica fue desplazada en gran parte por escuelas de pensamiento marginalistas, que derivaban su concepto de valor de la utilidad marginal que los consumidores encontraron en un bien en lugar del costo de los gastos envueltos en producirlo. Sin embargo, algunas de las percepciones clásicas fueron incorporadas en la escuela neoclásica, que se inició en el Reino Unido a partir del trabajo de Alfred Marshall.

## Características de la economía clásica

### Metodología de los clásicos
La metodología de los clásicos estaba fuertemente influida por los desarrollos científicos tempranos, derivados de Newton y la tradición crítica o analítica trazable a Kant.
Los clásicos buscaban fundar sus posiciones en el estudio empírico o de la realidad a fin de formular, generalmente, modelos conceptuales que les permitieran enunciar leyes naturales relevantes al área de estudio, consecuentemente utilizaban extensiva, pero no exclusivamente, el razonamiento inductivo.
Lo anterior parece sugerir, en general, una concepción "estática" de las relaciones económicas, en el sentido que esas se basan o deben a leyes que, al igual que las leyes físicas, se supone son eternas y universales. Pero eso no se debe interpretar como significado de que se carezca de cualquier "flexibilidad" o "libertad" en relación con los procesos o el sistema que implementan esas leyes sino más bien como una sugerencia de que, si las leyes son conocidas y explotadas dan origen (en las palabras de Smith) a "... planes muy diversos en la manera general de emplearlo, pero no todos estos planes conducen igualmente a incrementar el producto. La política de unas naciones ha fomentado extraordinariamente las actividades económicas rurales, y la de otras: las urbanas. Difícilmente se encontrará una nación que haya tratado con la misma igualdad e imparcialidad esas distintas actividades. Desde la caída del Imperio Romano la política de Europa ha favorecido más las artes, las manufacturas y el comercio (actividades económicas propias de las ciudades) que la agricultura; actividad económica rural. En el Libro tercero se explican las circunstancias que dieron origen a esa política, y aconsejaron aplicarla.". Dado un plan exitoso se obtiene: "La gran multiplicación de producciones en todas las artes, originadas en la división del trabajo, da lugar, en una sociedad bien gobernada, a esa opulencia universal que se derrama hasta las clases inferiores del pueblo. Todo obrero dispone de una cantidad mayor de su propia obra, en exceso de sus necesidades, y como cualquier otro artesano, se halla en la misma situación, se encuentra en condiciones de cambiar una gran cantidad de sus propios bienes por una gran cantidad de los creados por otros; o lo que es lo mismo, por el precio de una gran cantidad de los suyos. El uno provee al otro de lo que necesita, y recíprocamente, con lo cual se difunde una general abundancia en todos los rangos de la sociedad."
El asunto de si es posible o no considerar las “leyes económicas” como leyes naturales permanece en la actualidad (principios de segunda década del siglo XXI, y a partir del análisis de Alfred Marshall)  debatido.

### Objetivos o áreas de interés
Como es generalmente aceptado la economía o escuela clásica tiene las siguientes áreas de interés.
- El foco de atención son los grupos o clases de individuos. La economía clásica (llamada economía política) estudia lo que determina los salarios recibidos por los trabajadores en general más que lo que cada trabajador individual recibe; o qué ocasiona que la tasa de ganancia suba o baje, más que los factores que ocasionan la ganancia de una empresa particular, etc.

- Interés en la generación e incremento de la riqueza general o de las naciones[14][15] —lo que ahora se conoce como Crecimiento económico—. El aumento en la riqueza era conceptualizado debido a la generación de lo que desde los tiempos de los fisiócratas se llamaba plusvalía. Por ejemplo, el resultado de la producción agrícola es –generalmente– superior a la semilla usada. Esa cantidad "extra" es plusvalía e implica que la riqueza ha aumentado. Esa generación de plusvalía es percibida como dependiente, no solo de los factores de producción sino de una multitud de elementos y fenómenos tales como las formas de organización e intercambio de los mismos, tanto a nivel empresarial como social. El famoso ejemplo de la fabricación de alfileres de Adam Smith muestra como una nueva forma de organización de la producción lleva a una producción superior o extra a la obtenida anteriormente, sin uso de recursos -trabajo, bienes de capital, etc- adicionales (ver División del trabajo). Adicionalmente a partir de los clásicos el como el gobierno se aproxime a las actividades productivas, por ejemplo, permitiendo o restringiendo la libertad de comercio, no puede ser ignorado en el análisis económico.

## Doctrinas y "leyes económicas" clásicas
Es necesario notar que no todos los clásicos compartían la totalidad de ya sea estas asunciones generales y leyes económicas o la interpretación de ellas. Sin embargo, los clásicos como escuela si pueden ser caracterizados por ellas.

### Asunciones generales
- Doctrina del interés propio o egoísmo psicológico. Los clásicos asumen que la motivación básica y natural de los individuos es el interés propio. Los productores producen no porque deseen hacer el bien, sino porque les conviene. Los consumidores compran no porque les interese el bienestar de los productores, sino porque consideran que lo que compran les es útil, etc. (ver, por ejemplo: Ética en David Hume).

- Doctrina de la racionalidad de los individuos. La característica principal de los seres humanos es que son animales racionales. Las personas actúan —o consiguen sus objetivos— más efectivamente cuando lo hacen de acuerdo a la razón (ver Racionalismo y Empirismo).

- Doctrinas de la competencia y la cooperación. Los individuos persiguen racionalmente sus intereses a veces compitiendo y a veces cooperando. Smith enfatizó las ventajas de la competencia individual, sugiriendo que esos intereses competitivos individuales convergen, como dirigidos por una "mano invisible", en el interés común (doctrina de la armonía de los intereses). Ricardo[17] yos influidos por el (especialmente Marx[18]), se centraron en la competencia de grupos o clases (ver lucha de clases). Stuart Mill promovió las ventajas de la cooperación.[19]

- Doctrina del trabajo como fuente de toda riqueza y valor. Por ejemplo, Adam Smith comienza su La riqueza de las naciones estableciendo que «el trabajo anual de un país es el fondo que originalmente le proporciona todas las cosas necesarias y convenientes para la vida y que anualmente consume; y esas cosas son siempre ya sea el producto inmediato de ese trabajo, o lo que es comprado en otros países con ese producto».[20]

- Doctrina del desarrollo o progreso. A partir de Turgot los procesos económicos son percibidos teniendo lugar en tiempos históricos, lo que lleva a los clásicos a una concepción de progreso evolutivo. (ver "La madurez de la idea del progreso: el aporte francés" en progreso). Todos los clásicos avanzan teorías de etapas de desarrollo económico social, las que generalmente, pero no siempre (ver Malthusianismo) culminan en una etapa de abundancia y bienestar general. Esas etapas a su vez pueden ser subdivididas en momentos o estadios, el todo basado en la aplicación (intencional o no) de leyes económicas. Así, por ejemplo, en el esquema de Smith la progresiva división del trabajo está estrechamente relacionada con otros dos fenómenos: la acumulación de capital y la extensión gradual del mercado. La acumulación de capital permite alcanzar grados de especialización cada vez mayores y esto da lugar a un aumento continuo de la productividad del conjunto de factores productivos.[21][22]

- Doctrina de la mínima distorsión de actividades económicas. Si las “leyes económicas” son leyes naturales cuya aplicación conduce a la eficiencia económica, a lo menos que se distorsione su funcionamiento, lo más eficiencia. Los procesos económicos eran considerados como capaces de autorregulación, en otras palabras, las fuerzas económicas por sí mismas dirigirán la producción, intercambio y consumo a su nivel más eficiente. Esto generalmente se interpreta, en la actualidad — pero no del todo correctamente,[23] como significando “mínima intervención estatal”, laissez faire o mercado libre: a lo menos gobierno, lo mejor. La acción del estado debe confinarse a proteger los derechos individuales (especialmente el de propiedad), proveer la defensa nacional y algunos servicios públicos de interés general (justicia, algunos tipos de educación, etc.).

### Principales "leyes" económicas
- Ley de Petty y Ley de Engel:  El progreso técnico reduce los costos de transporte, lo que aumenta los ingresos (o poder de compra de los mismos) de la población en general y expande y transforma el mercado,  facilitando así el crecimiento urbano y la expansión de la producción.

- Ley de los mercados: La riqueza depende de la producción. Cuantos más bienes se produzcan, más bienes existirán, que constituirán una demanda para otros bienes, lo que tiende a una situación (que los clásicos denominaban Estado progresivo) en la cual todos los recursos se emplean al máximo, a beneficio general.

- Ley de la oferta. Dado que ciertos bienes se pueden vender (en otras palabras: dada la existencia de deseo por ciertos bienes) el “valor de cambio” o precio de los mismos depende de la oferta. Si hay un solo productor, o los productores actúan en conjunto, los precios serán los de monopolio (es decir, los más altos posibles). Si hay varios productores y hay competencia, los precios decaerán al límite posible: el costo de producción o precio natural[24] (Teoría del valor como costo de producción) (nótese que ese precio natural incluye los "salarios" tanto del trabajo como del capital y los recursos naturales, incluyendo la renta financiera). No es que los clásicos ignoraran la demanda, es que no la consideraban importante en el largo plazo: "Por abundante que sea la demanda, nunca puede elevar permanentemente el precio de una mercancía sobre los gastos de su producción, incluyendo en ese gasto la ganancia de los productores. Parece natural por lo tanto buscar la causa de la variación del precio permanente en los gastos de producción. Disminuyase esos y (el precio de) la mercadería debe finalmente decaer, aumentense y seguramente subirán. ¿Qué tiene todo eso que ver con la demanda?".[25] En otras palabras: asumiendo competencia, los productores están forzados a reducir el precio al mínimo posible, de lo contrario arriesgan no vender mientras sus competidores venden todo.

(Estas cuatro leyes se pueden ver como justificando el optimismo de muchos clásicos, a partir de Smith, en el sentido de creer que el progreso conduce a la “opulencia general”, creencia que sus críticos  —por ejemplo, Veblen, Schumacher; etc — llaman "teoría del más es mejor"-  véase también Economía del estado estacionario).
- Teoría del valor-trabajo: El valor de un bien o servicio está dado por la cantidad de trabajo empleado en la producción de ese bien o servicio.

- Ley de los rendimientos decrecientes: se refiere a la disminución paulatina de los rendimientos económicos -especialmente la tasa de ganancia- en la medida que, manteniendo el resto de factores constantes, se añadan cantidades adicionales de un recurso específico. La asunción general es que tanto la expansión de la población como el avance tecnológico lleva al uso de recursos cada vez más difíciles de explotar, o menos productivos. Dado que los precios por lo menos no aumentan, sigue que la producción/ganancia debe decaer.[26]

- Ley de hierro de los sueldos: los salarios reales tienden "de forma natural" hacia un nivel mínimo, que corresponde a las necesidades mínimas de subsistencia de los trabajadores. Cualquier incremento en los salarios por encima de este nivel provoca que las familias tengan un mayor número de hijos y por tanto un incremento de la población, y el consiguiente aumento de la competencia por obtener un empleo hará que los salarios se reduzcan de nuevo a ese mínimo.

## Problemática y legado

### Economía como la ciencia lúgubre
La visión del futuro a largo plazo de muchos de los clásicos era más bien pesimista. Eso llevó a muchos a calificar la disciplina de ser la ciencia lúgubre. Esto no se debe, como muchos asumen, solo a la visión de Malthus sino más bien a una generalizada en la escuela. En las palabras de Heinrich Sieveking:

«Los enciclopedistas del siglo XVIII, y con ellos los fisiócratas y Smith, opinaban que todas los miserias que azotaban al mundo eran provocadas por las leyes e instituciones absurdas y erróneas de los hombres. Todo se repararía con solo dar libre curso a la Naturaleza. Los horrores de la Revolución francesa dieron un categórico mentís a este optimismo. No es que se dejara de proseguir en la labor de investigación de las leyes naturales que presiden la evolución social, pero en lugar de verlas a través de un prisma de esperanza optimista, aparecieron como una resignación pesimista. En este terreno se sitúa Malthus. Su libro sobre la población fue publicado como réplica a la Inquiry concerning political justice and its influence on general virtue and happiness, de Godwin (1793). Mientras éste esperaba el alivio de las miserias humanas en la observancia del Derecho natural, Malthus trataba de demostrar que no pocas miserias que azotan al género humano se fundamentan precisamente en la naturaleza de las cosas.»

El problema no era únicamente el hecho que el aumento de la población lleva —debido a la competencia entre aquellos que buscan trabajo— a la aparición y mantenimiento de la ley de hierro de los salarios (situación exacerbada por los avances tecnológicos que requieren cada vez menos trabajadores) sino también a la disminución progresiva de recursos naturales. Adicionalmente, la ley de rendimientos decrecientes implica que en general el avance tecnológico conduce a una situación en la cual la producción de bienes será cada vez más fácil en términos de esfuerzo de los trabajadores, pero más difícil en términos sociales: se estarán usando recursos cada vez menos productivos, utilizando máquinas progresivamente más complejas, que necesitan menos trabajo directo pero cantidades crecientes de energía, etc. Esta situación ha llevado a Serge Latouche a sugerir que «desde los años 1970 los costes del crecimiento (cuando los hay) son superiores a los beneficios. Las ganancias de la productividad esperada son nulas, o casi nulas.»
Por ejemplo, tanto el aumento de la población como los avances tecnológicos hacen necesario y posible la explotación con fines agrícolas de terrenos que son incrementalmente más difíciles de trabajar y menos productivos. Pero, y obviamente, la tierra no es un recurso infinito. En algún punto, si la población continúa aumentando, no importa cuales sean los avances tecnológicos y la productividad agrícola, no habrá lo suficiente para alimentar a la población. Lo mismo se puede decir de no solo otros recursos naturales sino también del trabajo: el avance técnico reduce la cantidad de trabajo necesaria para producir los bienes de consumo. A un si la población se mantiene, esto no puede sino conducir a una situación en la cual no habrá necesidad de la cantidad de trabajo necesario para que las personas puedan ganar lo suficiente como para obtener sus necesidades.
A menos, agrega Stuart Mill, que la población limite su crecimiento, pero aun así, por lo menos algunos bienes naturales eventualmente se extinguirán.
Los ejemplos que da Stuart Mill son más bien simplistas, pero innegables. Por ejemplo, sugiere que las pieles de algunos animales árticos no estarán, en el futuro, disponibles para el consumo general. Esos productos comandarán, por lo menos, un precio especial, de escasez. Esto implica que el progreso, en lugar de llevar a una situación de prosperidad general, llevará a una situación de creciente escasez. Por lo menos en relación con ciertos productos en la actualidad considerados de lujo (pieles, marfil, seda, etc.) ese futuro es nuestro presente. (Véase también: Economía del estado estacionario).
Pero, como se ha sugerido, el argumento se aplica no solo a artículo de consumo. En 1865, Jevons se pregunta por cuánto tiempo podría Gran Bretaña continuar siendo una nación industrializada, teniendo en cuenta que la creciente demanda de carbón mineral implica que este dejaría de estar disponible para fines industriales en las cantidades necesarias en un plazo menor a un siglo. «¿Somos sabios [se preguntaba retóricamente] en permitir que el comercio de este país se incremente más allá del punto en que podamos mantenerlo?« (ver The Coal Question).
Esa es una visión que, a grandes rasgos, todavía se mantiene. Esa es la verdadera tragedia de los comunes. En las palabras de David Attenborough: «Mañana habrá un cuarto de millón de personas más sentándose a la mesa, esperando alimento, agua, energía; y pasado mañana otro cuarto de millón y el día después otro cuarto de millón más.... el crecimiento de la población debe detenerse para poder ofrecer "una vida decente" a todos».
Pese a lo anterior, los clásicos en general (incluyendo Malthus) tenían una visión más bien optimista, creyendo que la racionalidad llevaría al control del crecimiento de la población necesario para evitar el descenso a la miseria general. (la mejor exposición al respecto se encuentra en Stuart Mill, Principios, libro IV, Influence of Progress). Adicionalmente, por lo menos algunos creían que el desarrollo técnico llevaría (como de hecho ha sucedido) al reemplazo de los recursos naturales que se agoten ya sea con otros recursos naturales o incluso con recursos manufacturados. Por ejemplo, Friedrich Engels sugiere: «Y sin embargo, todavía hay un tercer factor, que no cuenta para nada con los economistas, es verdad — a saber, la ciencia, y el avance de la ciencia es tan ilimitado y por lo menos tan rápido como el de la población. ¿Qué parte del progreso de la agricultura en este siglo se debe solo a la química, y de hecho, a solo dos hombres — Sir Humphry Davy y Justus Liebig?. Pero la ciencia se multiplica por lo menos tanto como la población: la población aumenta en relación con el número de la última generación, la ciencia avanza en relación a la cantidad total de conocimiento legado por la última generación, y por lo tanto, en las condiciones más comunes también en progresión geométrica — ¿qué es imposible para la ciencia?»
Sin embargo permanece una llamada de atención sobre la creciente escasez de tierras de cultivo. En 1960 había una media hectárea de buena tierra cultivable por persona en el mundo — lo suficiente para mantener una dieta europea razonable. En la actualidad, solo hay 0,2 de hectárea para cada uno. En China, es solo el 0,1 de hectárea, debido a sus dramáticos problemas de la degradación del suelo.

### Dicotomía clásica
Los clásicos creían que las variables "nominales" o monetarias y las "real" o físicas pueden ser analizadas independientemente. Por ejemplo, se proponía que cosas tales como el producto y ganancia real pueden ser analizadas sin considerar a sus contrapartidas nominales: el valor monetario de esa producción y la tasa de ganancia.
Uno de los efectos más importantes de esa asunción, especialmente a niveles introductorios en la disciplina, es que permite simplificar el estudio de los fenómenos económicos.
La dicotomía puede ser definida como la tentativa de explicar los fenómenos económicos exclusivamente en función de variables económicas, excluyendo, entre otras, las variables monetarias, lo que lleva, obviamente, a la búsqueda de factores que permitan explicar lo económico sin referencia a tales aspectos "externos", incluyendo los monetarios.
Esto se ve claramente en la famosa Ley de Say, que parece sugerir que la única función del dinero es servir como medio de cambio, pero no influencia directamente ni la producción ni la demanda. Partiendo de la base que la producción y venta de bienes solo adquieren su sentido cuando terminan en otra compra, completando así una transacción económica, Say sugiere: «El dinero cumple solo una función momentánea en ese doble cambio, y cuando la transacción es finalmente concluida, siempre se encontrará que un tipo de mercadería ha sido cambiada por otra». (J.B. Say, 1803).
Sigue que cualquiera fluctuación en el mercado "real" no se debe a efectos monetarios sino a distorsiones o fallos en el mismo. Pero esas distorsiones son meramente locales y transitorias: en el largo plazo, las fuerzas económicas, por sí mismas, restauran un equilibrio que implica, de acuerdo a la ley de Say, que los factores económicos están siendo usados plenamente. Percibir que el producto es de equilibrio en el largo plazo impide que el dinero tenga efectos reales en la economía.
Esto está muy cerca de decir que el dinero es "neutral", en el sentido que afecta solo aspectos nominales (por ejemplo, los precios) pero no las variables reales (la producción). Es necesario notar sin embargo que, estrictamente, la sugerencia de Say no propone neutralidad monetaria, solo que no es racional mantener dineros ociosos.
Asumiendo neutralidad, la dicotomía sugiere que, a corto plazo, las variables reales no reaccionan ante un cambio en la política monetaria, y sólo son afectadas por cambios en otras variables reales. Eso implica que la oferta agregada debe ser perfectamente inelástica a cualquier perturbación originada en la demanda agregada. Por ejemplo, en una expansión monetaria, los precios absorben totalmente el choque y la producción o crecimiento de la producción se mantiene en su tasa natural. A largo plazo eso se repite o, más apropiadamente, se mantiene, ya que el producto siempre está en su nivel natural o de equilibrio, es decir, que está en el nivel de pleno empleo de los recursos productivos. Cualquier choque monetario es absorbido totalmente por los precios, generando solamente inflación o, quizás, deflación.
Sin embargo, los clásicos, especialmente los tardíos, se dieron cuenta de que el dinero no es neutral en ese sentido. Cambios en la cantidad de circulante afectan la tasa de interés, lo que a su vez afecta la tasa de ganancia y, consecuentemente, decisiones acerca de inversión y ahorro, lo que tiene efecto en la economía real. Aun así se esforzaron en mantener la dicotomía, buscando explicar el efecto del dinero a través de otras variables, lo que produce una situación más bien confusa. En las palabras de Stuart Mill:

«Es perfectamente cierto que... una adición a la moneda casi siempre parece tener el efecto de bajar la tasa de interés; [...] porque está casi siempre acompañada de algo que realmente tiene esa tendencia [...] aunque como moneda estas adiciones monetarias no tienen un efecto sobre los intereses, como préstamos sí lo tienen.»

Todo lo anterior se expresa en dos áreas problemáticas evidentes a través de toda la obra clásica: el problema del dinero y el problema del valor.
La mayoría de las escuelas macroeconómicas actuales (incluyendo la Nueva Economía Keynesiana y los monetaristas) rechazan la dicotomía, dado que, profundizando la sugerencia de Stuart Mill, consideran que la cantidad de circulante afecta los cálculos económicos básicos, especialmente los relacionados con la tasa de interés. Sin embargo, algunas versiones de la Nueva economía clásica y algunas escuelas heterodoxas la aceptan.

### La cuestión de la cantidad del circulante
Los clásicos, especialmente los tempranos, estaban fuertemente influidos por la Teoría cuantitativa del dinero que heredaron de las posiciones de Locke' Hume. y Richard Cantillon.
Sin embargo, esa teoría no especifica claramente el como se establece la relación entre el dinero y los bienes, es decir, el como se establecen los precios. Generalmente se sugería que el dinero (oro, plata, etc) es valuable "porque tiene valor" (ver Ilusión monetaria y Fetichismo de la mercancía). Esto dio origen a un debate prolongado pero no cruento, acerca de la concepción del dinero.
A partir de Ricardo, los clásicos empezaron a avanzar lo que se puede denominar teoría del dinero como mercadería, de acuerdo a la cual, el dinero (oro, plata) tiene un valor el cual, al igual que cualquier otra mercadería, depende de la cantidad de trabajo requerido para su obtención. En las palabras de Ricardo:

Oro y plata, como todas las demás mercancías, son valiosos sólo en proporción a la cantidad de mano de obra necesaria para producirlos y llevarlos al mercado... La cantidad de dinero que puede ser empleado en un país debe depender de su valor... Aunque el [papel moneda] no tiene ningún valor intrínseco, sin embargo, al limitar su cantidad, su valor de cambio es tan grande como una denominación igual de monedas metálicas, o lingotes de ese metal.

Nótese que la teoría del dinero como mercadería (también llamada "metalismo") invierte, o por lo menos altera, la relación entre dinero y valor sugerida por la teoría cuantitativa. De acuerdo a esa, el dinero genera los precios. Su exceso produce inflación, su falta, deflación. De acuerdo a los metalistas, es la variación de los precios que lleva, al igual que con cualquier otra mercadería, a las variaciones en la cantidad de oro circulante: un aumento en lo que se puede comprar con una cierta cantidad de oro (deflación de otras mercaderías) da lugar a un aumento en el circulante, que eventualmente puede llevar a restablecer la paridad original o establecer una nueva (si la relación oro con otros bienes no es la que había).
Puesto de otra manera. La producción de metales preciosos, al igual que cualquier otra mercadería, está determinada por la ganancia que se obtiene de su producción. Si esa ganancia aumenta -se puede comprar más bienes con el esfuerzo necesario para producir una cierta cantidad de oro- habrá interés en dedicarse a producir oro. Eso llevara a un aumento en la cantidad disponible de ese metal. Al igual que cualquier otro productor, los de metales preciosos (o los propietarios de dinero) llevaran su producto donde pueden conseguir mayores ganancias.
Lo anterior implica que el dinero (considerado en su cantidad, o dinero realmente circulando) depende del mercado. Si su "valor" (lo que se puede conseguir por una cierta cantidad con relación al trabajo necesario para producirlo) aumenta, la cantidad de circulante aumentara "naturalmente". Y viceversa.
Sin embargo, los clásicos eran conscientes de que en ciertos momentos históricos había habido inflación. Si la cantidad de circulante depende naturalmente del mercado, como podemos explicar eso? La situación se hizo urgente dado que Inglaterra sufrió, durante las Guerras Napoleónicas, a partir de la década de 1790, un periodo inflacionario, lo que llevó a un debate que en esencia fue acerca del valor e incremento en la cantidad de dinero que es suficiente para facilitar el comercio pero no tanto como para causar inflación.
Dos posiciones o escuelas se hicieron evidentes: los lingotistas (bullionist en inglés) y los bancarios.
La posición original (bancaria) se basa en lo que podría ser llamada la doctrina de "documentos de Garantía real" o respaldo hipotecario en castellano (Real bills doctrine en inglés, Doctrine des effets réels en francés). Los bancarios aducían que el respaldo del dinero en oro no es necesaria, siempre y cuando el circulante emitido por los bancos, especialmente como crédito, sea equivalente a depósitos financieros (título de crédito, etc) respaldados por un derecho real sobre bienes físicos tangibles y redimibles a corto plazo (60 días era sugerido inicialmente). Dado esa condición, los bancos podrían emitir tanto dinero como fuera requerido por la economía sin producir inflación. Esta teoría fue mantenida por, entre otros, Adam Smith y James Mill.
La asunción general de esta posición es que, si el dinero es solo un medio de cambio entre mercaderías, cualquier cosa, incluyendo el papel moneda, puede servir como estándar de valor, con el proviso que establezca una relación estable y aceptada por los que lo utilizan con el trabajo necesario para producir bienes. Si un banco está dispuesto a aceptar, por ejemplo, el título de propiedad de una casa como garantía o pago, y el propietario de la casa y otros están dispuesto a aceptar una "nota promisoria" ( billete de banco) de ese banco como pago por sus bienes o propiedades, esos documentos han funcionado como dinero y, en la medida que no cambian ninguna “variable real” esencial, no puede causar inflación por el mero hecho que el respaldo, en lugar de ser una cierta cantidad de oro en el banco sea el valor de algún bien tangible. Después de todo, ambas “mercaderías” representan o contienen la misma cantidad de valor o trabajo, aquel necesario para producirlas. (Para Smith el proceso depende crucialmente de la confianza que los banqueros generen o adquieran).
Una propuesta similar fue adoptada finalmente en Alemania durante el período de la República de Weimar con el Rentenmark y, durante el nazismo, con los llamados "Bonos Mefo" (ver Economía de la Alemania nazi), en ambos casos con gran éxito.
La posición alternativa, lingotista, era que la cantidad de circulante (monedas y papel) debe ser equivalente, en una proporción fija y estable, a la cantidad de metal precioso en los bancos. Si los bancos no están obligados a convertir las notas en oro en una proporción cierta, van a tener la tentación de emitir billetes en exceso a sus reservas de oro o plata en sus bóvedas. Esto conducirá a un exceso de oferta de dinero, lo que llevara a varias distorsiones, incluyendo la inflación. Para evitar todo eso, sostuvieron, es necesario mantener una equivalencia estricta entre la cantidad de circulante emitida por cualquier y todos los bancos y la cantidad de oro y plata mantenido como respaldo. Esta posición, representada, entre otros, por Ricardo, predomino hasta después de la Primera Guerra Mundial. (ver patrón oro).
De acuerdo a esa posición, cualquier incremento en la cantidad de oro o plata en un país dado llevaría a un incremento en los precios en ese país, lo que significaría que la moneda (metales preciosos) irían a algún otro lugar, en el cual podría ser cambiada por bienes a una tasa más favorable. Conversamente, una deficiencia en la cantidad de oro causaría una caída local en los precios, que llevaría a la exportación de bienes e importación de oro o plata. Esto tendría el efecto que, a largo plazo, habría una tendencia a mantener una relación estable del valor (entendido como poder de compra) de esos metales.
John Stuart Mill sugirió una posición intermedia, de acuerdo a la cual los bancos necesitan mantener solo una cierta proporción de lo emitido como depósitos en oro y/o plata, el resto pudiendo ser respaldado de acuerdo a la doctrina bancaria. Esto podría quizás dar origen a una cierta inflación, pero cualquier tendencia en esa dirección llevaría a los poseedores de billetes a cambiarlos por metálico, lo que forzaría a los bancos a redimir sus préstamos a fin de obtener el oro necesario para redimir sus notas. Ambos procesos a su vez reducirían el circulante, eliminado la inflación. Esta posición dio finalmente origen al sistema de banca de reserva fraccional que existió desde esa fecha y que existe en el presente en todos los países industrializados. (Los depósitos en oro siendo reemplazados por depósitos en dólares que, hasta 1971, mantenía una relación fija, de 35 dólares por onza, con el oro. A partir de esa fecha, los respaldos están constituidos por las llamadas Moneda de reserva.- Ver Bancor).
Clarificando, Stuart Mill, a pesar de que acepta en general la teoría cuantitativa, sugiere que el problema no es tanto la cantidad física de circulante, sino el crédito y las compras (o demanda) (Stuart Mill consideraba que solo el metálico era dinero propiamente tal. Billetes son pagarés y, junto con otras notas promisorias -bancarias o individuales, ya sea "a la vista" (o "en demanda") o a plazo- tales como cheques, crédito "en libros" o "a cuenta", etc,  constituyen crédito.): “Pero ahora hemos encontrado que hay otras cosas, tales como billetes de banco, letras de cambio y cheques, que circulan como dinero, y realizar todas las funciones del mismo: y surge la pregunta: ¿Operan estos sustitutos sobre los precios en el misma manera que el dinero en sí? Tiende un incremento en la cantidad de papel transferible a aumentar los precios, de la misma manera y grado que un aumento en la cantidad de dinero?...”  "Ha habido una gran cantidad de debates y argumentos sobre la cuestión de si algunas de estas formas de crédito y, en particular, si los billetes de banco, debe ser considerado como dinero. El asunto es tan puramente verbal que apenas vale la pena plantearlo, y uno tendría cierta dificultad en comprender por qué se le atribuye tanta importancia, si no hubiera algunas autoridades que, adhiriéndose todavía a la doctrina de la infancia de la sociedad y de la economía política, que la cantidad de dinero en comparación con la de los productos básicos, determina los precios en general, creen que es importante demostrar que los billetes de banco y no otras formas de crédito son dinero, a fin de apoyar la inferencia que los billetes de banco y no otras formas de crédito influyen sobre los precios. Es obvio, sin embargo, que los precios no dependen del dinero, sino de las compras. El dinero dejado con un banquero, y que contra el cual no se creen débitos, o que sea debitado para fines distintos a la compra de mercancías, no tiene ningún efecto sobre los precios, al igual que un crédito que no se utiliza. Crédito que se utiliza para la compra de productos afecta a los precios de la misma manera que el dinero. El dinero y el crédito están, pues, exactamente a la par, en su efecto sobre los precios; y si optamos clasificar los billetes en una o la otra, es en este sentido por completo indiferente.
Conviene notar que este debate dio origen a otras diferencias, más complejas, de opinión, diferencias de las cuales se ha alegado que “aún hoy, hay lesiones importantes a ser aprendidas”. Por ejemplo, a partir de lo anterior el estudio de los efectos del crédito asume una gran importancia, lo que dio, finalmente, origen -a través del trabajo de Knut Wicksell- al monetarismo y a las concepciones modernas al respecto: si se regula apropiadamente el crédito, no habrá fluctuaciones monetarias abruptas (ver agregado monetario y Oferta de dinero).

### El asunto del valor
El otro aspecto problemático es el asunto del [valor económico|valor]. Si asumimos que los procesos productivos pueden ser explicados sin relación directa a consideraciones monetarias tenemos que sugerir un método que permita evaluarlos sin referencia a tales aspectos. La solución obvia se encuentra en la plusvalía; es decir, al hecho que la finalidad de todo proceso productivo -en la medida que son de interés a la ciencia económica- es producir más bienes o "valor" que el empleado o gastado en el proceso mismo. Un proceso económico será productivo en la medida que el resultado, medido en bienes para uso y consumo, sea superior a los empleados para producirlos, cualquiera sea la medida o el resultado "monetario" para los individuos que participen en ese proceso.
Esto requiere, por supuesto, una medida del valor que no este basado en cálculos monetarios. Adam Smith consideraba que la medida exacta para cuantificar el valor era el trabajo. Para él, el valor era la cantidad de mercancías que uno podía producir con, o recibir a cambio de, su trabajo (y, viceversa, el valor de una mercancía es la cantidad de ya sea otras mercancías o trabajo que se pueda recibir en cambio). Las mercancías concretas pueden cambiar, pero lo que siempre permanece invariable es el trabajo, o sea el desgaste de energía para producirlas, siendo entonces el trabajo el patrón definitivo e invariable del valor: lo que consume una hora de trabajo para ser producido tiene, desde este punto de vista, exactamente el mismo valor que cualquiera otra cosa que cueste otra hora de trabajo para ser producido. Esto llegó a ser conocido como Teoría del valor-trabajo.
Pero esas relaciones de cambio no permanecen necesariamente constantes. Esto llevó a Smith y otros a introducir dos conceptos asociados: valor de uso y valor de cambio. En las palabras de Stuart Mill: "Adam Smith, en un pasaje citado a menudo, ha descendido sobre la ambigüedad obvia de la palabra valor, la cual, en uno de sus sentidos, significa utilidad, en otro, poder de compra, en su propio lenguaje, valor en uso y valor en intercambio"... y "la mayoría de los escritores modernos, a fin de evitar el gasto de dos buenas palabras en una sola idea, han empleado "precio" para referirse al valor de una cosa en relación al dinero, la cantidad de dinero por la cual será cambiado. Por el precio de una cosa, entonces, entenderemos su valor en dinero; por valor o valor de cambio, su poder general de compra, el comando que su posesión otorga en general sobre mercaderías comprables".
Sin embargo, el "desgaste de energía para producir" o cantidad de trabajo envuelto en la producción de una cosa también varía, en general disminuyendo con el avance tecnológico. Adicionalmente hay un problema con la determinación práctica (con el fin del cálculo del valor de un bien) con el cómo se pueden medir, por lo menos potencialmente, diferentes "modalidades" de ese desgaste o trabajo: por ejemplo: ¿es el valor producido por una hora de trabajo de un cirujano o médico el mismo que el producido por una hora de trabajo de un obrero sin calificar? Y ¿cómo relacionamos esos casos extremos con el trabajo de un panadero, carpintero u obrero calificado?
Stuart Mill resume en su obra la posición de Smith y otros. Simplificando, se puede decir que es el caso que diferentes tipos de trabajo comandan diferentes precios en relación con cosas tales como la competencia entre trabajadores, tiempo y dificultad de aprendizaje, seguridad o no de recompensa, dificultad y desagrado en efectuarlo, etc. Stuart Mill nota que los trabajos más desagradables y duros son generalmente los menos pagados dado que generalmente los que los llevan a cabo carecen de otra opción. Siendo ese el caso, se mantiene la relación del valor de un bien como dependiendo de la cantidad de trabajo necesario para producirlo, con el proviso que el "salario real" o valor (es decir, las mercaderías que se pueden adquirir por "precio por unidad de trabajo") de cada tipo de trabajo en particular son diferentes entre sí, pero nunca pudiendo ser en total superior al determinado por el nivel de competencia entre trabajadores: "Liberalidad, generosidad, y el crédito de la empresa, son motivos que, en cualquier grado que operan, se oponen a tomar la ventaja máxima de la competencia, y esos motivos podrían y aún ahora lo hacen, actuar sobre los empleadores de mano de obra en todos los departamentos de la gran industria, y lo más deseable es que así sea. Pero nunca pueden aumentar los salarios medios de la mano de obra más allá de la relación entre la población y el capital. Al dar más a cada trabajador empleado, limitan el poder de dar empleo numeroso, y por excelente que sea el efecto moral, hacen poca diferencia económicamente, a menos que el pauperismo de los que están excluidos conduzca indirectamente a un reajuste por medio de una mayor limitación en la población." (Stuart Mill, op. cit, conclusión)
Pero esos diferentes tipos de trabajos están distribuidos diferentemente a través de las industrias. Por ejemplo, muchos de los trabajadores empleados en una empresa de Inteligencia artificial tienen niveles de educación y calificación diferentes a los empleados en una panadería. Sigue que el precio de los respectivos productos no se puede determinar solo en relación con un salario promedio general. Esto da origen a la Teoría del valor como costo de producción clásica: "Para recapitular: la oferta y demanda determinan el valor de todas las cosas que no se puede aumentar indefinidamente, a excepción de que incluso para ellas, cuando se producen en la industria, hay un valor mínimo, determinado por el coste de producción. Pero en todas las cosas que admiten la multiplicación indefinida, la demanda y la oferta sólo determinan las perturbaciones de valor, durante un período que no podrá exceder el tiempo necesario para modificar la oferta. Determinando así la oscilaciones de valor, ellas mismas obedecen a una fuerza superior, que hace gravitar el valor al Costo de Producción, que lo depositaria y mantendría allí, si nuevas influencias perturbadoras no estuvieran continuamente surgiendo para hacer que de nuevo estas mismas no se desvíen. Para continuar la línea de la metáfora, la demanda y la oferta siempre se apresuran a un equilibrio, pero la condición de equilibrio estable es cuando el intercambio de cosas entre sí sucede de acuerdo a sus costos de producción, o, en la expresión que hemos utilizado, cuando las cosas están en su Valor Natural".
En la actualidad se considera, siguiendo el análisis de Piero Sraffa, que mucho del análisis anterior es improductivo, dado que no hay un algoritmo o fórmula generalmente válida que transforme "unidades de valor" en "unidades monetarias", en otras palabras, que resuelva el llamado problema de la transformación.
Clarificando: la plusvalía debe ser considerada una medida física. Es, en la medida que sucede, una medida del incremento de los bienes materiales disponibles, ya sea para el consumo o uso como inversiones, que resultan últimamente del trabajo. Ese incremento puede ser expresado o medido en relación con cualquier otra mercadería (por ejemplo, se puede decir que un kilo de pan es producto del uso de x litros de petróleo, por lo tanto, el precio del pan aumentará si el precio del petróleo aumenta) incluyendo, si se lo desea,  horas de trabajo estándar. Pero no hay una formulación tal que permita transformar de forma unívoca tal relación en “unidades de precio”, dado que estos, últimamente, no corresponden únicamente al costo de producción, dependen también de la demanda.
Consecuentemente si bien es correcto que, desde el punto de vista de las sociedades, el interés de los procesos productivos reside en la capacidad o habilidad de generar valor (satisfacer necesidades materiales), es importante proceder con cuidado y mantener presente cuando se efectúan o consideran los cálculos que los esquemas conceptuales y/o las medidas y resultados relacionadas al valor y las en precios (o nominales) no son simplemente "mezclables". (ver Valor agregado).

## Citas y referencias
1. ↑  Teoría general de la ocupación, el interés y el dinero, John Maynard Keynes, Capítulo 1, Nota 1
2. ↑  Gerardo Fujii: Desarrollo Económico Archivado el 13 de agosto de 2011 en Wayback Machine. UNIDAD III. TEORÍAS DEL CRECIMIENTO ECONÓMICO, punto 1. La economía clásica (A. Smith, R.Malthus, D. Ricardo y K. Marx)
3. ↑  Martínez, Omar (2014). Análisis económico. Jalisco, México: Astral. ISBN 078-607-8193-78-3
4. ↑   John Stuart Mill (1848): Principios de economía política, con algunas de sus aplicaciones a la filosofía social
5. ↑  Deborah A. Redman (1997): "The classical age of economics was marked by an intense interest in scientific methodology. It was, moreover, an age when science and philosophy were not yet distinct disciplines, and the educated were polymaths. The classical economists were acutely aware that suitable methods had to be developed before a body of knowledge could be deemed philosophical or scientific. They did not formulate their methodological views in a vacuum, but drew on a rich collection of philosophical ideas. Consequently, issues of methodology were at the heart of political economies rise as a science. The classical era of economics opened under Adam Smith with political economy understood as an integral part of a broader system of social philosophy; by the end, it had emerged via J. S. Mill as a separate science, albeit one still inextricably tied to the other social sciences and to ethics.

The Rise of Political Economy as a Science opens with a review of the epistemological ideas that inspired the classical economists: the methodological principles of Bacon, Descartes, Hobbes, Newton, Locke, Hume, Stewart, Herschel, and Whewell. These principles were influential not just in the development of political economy, but in the rise of social science in general. The author then examines science in eighteenth- and nineteenth-century Britain, with a particular emphasis on the all-important concept of induction. Having laid the necessary groundwork, she proceeds to a history and analysis of the methodologies of four economist-philosophersAdam Smith, Robert Malthus, David Ricardo, and J. S. Millselected for their historical importance as founders of economics and for their common Scottish intellectual lineage. Concluding remarks put classical methodology into a broader historical perspective." en The Rise of Political Economy as a Science - Methodology and the Classical Economists
6. ↑   "De lo anteriormente dicho y a partir de las definiciones que Kant formuló en su “Critica de la Razón Pura” se entiende a los enunciados realizados por los clásicos como apriorísticos, es decir que son cognoscibles por un puro ejercicio de la razón, sin necesidad de recurrir al mundo sensible. Esto es una consecuencia de la forma en que formulaban ellos las hipótesis, las mismas eran previas a la experimentación, a la experiencia sensible, y no dependían de ella para su validez. A pesar de que el génesis del proceso de formulación de las hipótesis era una observación empírica, esta no constituía más que un indicio que bien podría haberse obtenido por introspección. Además, en la generación de las hipótesis mediaba un simple proceso de inducción." en Critica Metodología del Historicismo a la Escuela Clásica cap: "La metodología clásica.".-  Este es un tema complejo; para comenzar a profundizar: Thomas Sowell: On classical economics cap 4: Classical Methodology
7. ↑   JESÚS L. PARADINAS FUENTES: El médico inglés William Petty (1623-1687), discípulo de Hobbes, será uno de los primeros en defender la existencia de leyes naturales en economía, de acuerdo con los planteamientos científicos mecanicistas. Además, avanzó la idea de que la riqueza no depende del comercio sino que es producto del trabajo...

También Locke (1632-1704), defendió la idea de que las leyes sociales que debían regir el comportamiento humano, conforme a las cuales debería organizarse la sociedad, eran análogas a las leyes de la naturaleza que determinaban el comportamiento del universo. En sus escritos económicos enseñó que el egoísmo es la fuerza motriz de la conducta humana, que el Estado, en lugar de intervenir en economía como pretendían los mercantilistas, debía limitarse a proteger la propiedad privada y a facilitar los intercambios entre los particulares, y que la riqueza es producto del trabajo. 

Como el nuevo paradigma científico mecanicista era incompatible con el intervencionismo económico defendido por los mercantilistas, apareció en el pensamiento económico una nueva doctrina: que la riqueza no se obtiene del comercio sino de la agricultura. Sus defensores se dieron a sí mismos el nombre de fisiócratas.

Así pues, una de las ideas fundamentales de la moderna ciencia económica, que los fenómenos económicos están regulados por leyes naturales que producen un orden espontáneo que el hombre debe respetar, había sido ya expuesta antes de Adam Smith." en La economía como ciencia: Adam Smith
8. ↑   "Debido a la influencia de los autores mencionados, la visión más común de la investigación científica a mediados del siglo XIX consiste en defender que la ciencia debe comenzarse a partir de la observación de hechos, realizada de manera libre y sin prejuicios. A continuación se aplica la inferencia inductiva, de modo que se pasa de lo particular a lo general y se formulan leyes universales sobre estos hechos. En tercer lugar, se aplica nuevamente la inducción con el fin de obtener teorías o argumentaciones dotadas de un grado mayor de generalidad. Finalmente, se contrasta si las leyes y teorías son verdaderas o no comparando sus implicaciones empíricas con los hechos observados." LA ECONOMÍA. CONCEPTO Y MÉTODO punto 3.1.1 (p 19) El empirismo y la ciencia en el siglo XIX
9. ↑   Adam Smith: Investigación sobre la naturaleza y causas de la riqueza de las naciones. Libro primero - Capítulo I: De la división del trabajo.
10. ↑   A. Marshall:  “Ahora no hay tendencias económicas que actúan de tal forma constante y se puedan medir tan exactamente como es posible con la gravitación: y por lo tanto no hay leyes de la economía que pueden ser comparadas por precisión con la ley de la gravitación....(....).... Aunque el análisis económico, y su razonamiento general, son de amplia aplicación, sin embargo, cada época y cada país tiene sus propios problemas y es probable que todo cambio en las condiciones sociales requiera un nuevo desarrollo de las doctrinas económicas.” en Principles of Economics Book One, Preliminary Survey: Chapter 3, Economic Generalization or Laws
11. ↑   Daniel Little: “El concepto de una "ley de la naturaleza" ha sido fundamental para nuestra comprensión de las ciencias naturales.. El poder intelectual de la física clásica deriva del hecho de que era capaz de proponer leyes físicas que eran simples y universales - las leyes de la gravitación y movimiento de los planetas, la óptica, la electricidad y el magnetismo, etc ¿Es ésta una característica esencial de una ciencia empírica exitosa? ¿Y posee la economía tales leyes? Varios autores son positivos acerca de ambos puntos (Kincaid, 1996), ( Rosenberg, 1976). Sin embargo, varios puntos han surgido en discusiones recientes de las ciencias sociales que llevan a dudar acerca de la centralidad de la leyes en las ciencias sociales -incluyendo la economía..... Nada en la teoría económica actual ofrece razón para pensar que existen esas leyes. Los supuestos fundamentales de la teoría económica sencillamente no caen en la categoría de "leyes de la naturaleza." Y como veremos más adelante, el supuesto de la racionalidad económica no constituye una generalización universal sobre el comportamiento individual. Aquí, como es el caso en otras áreas de las ciencias sociales, es más justificable buscar mecanismos de causalidad más que leyes sociales."   Are there laws in economics?  en  Philosophy of Economics
12. ↑   Luis Razeto M y Pasquale Misuraca: “Esta elaboración crítica sobre las ciencias sociales (planteada como crítica de las sociología y del marxismo), y en particular la crítica a la idea de que los procesos históricos, económicos y políticos se desenvuelven conforme a leyes y regularidades que no dependen de la voluntad y la conciencia de los individuos y de las organizaciones sociales, mantiene plena vigencia especialmente con referencia a las concepciones económicas y políticas actualmente dominantes.” Actualización en Capítulo 4. Crítica de las leyes históricas, económicas y estadísticas.)
13. ↑   Por ejemplo, Steven Pressman: "Fifty major economists" Routledge, 2006 (2nd edition)
14. ↑   El título mismo de la obra que inicio la escuela lo indica: "Una investigación sobre la naturaleza y causas de la riqueza de las naciones". A mayor claridad, Smith define los objetivos de las Actividades económicas como siendo: Primero, suministrar al pueblo un abundante ingreso o subsistencia, o, hablando con más propiedad, habilitar a sus individuos y ponerles en condiciones de lograr por sí mismos ambas cosas. Segundo, proveer al Estado o República (en su sentido de "comunidad independiente o soberana") de ingresos suficientes para los servicios públicos. (Adam Smith, 1776, p. 428).
15. ↑   David Ricardo: "los individuos no estiman su ganancia a través de la producción material, pero las naciones invariablemente lo hacen. Si tuviéramos exactamente la misma cantidad de mercancías en el año 1815 que tenemos ahora en 1814, como nación no seríamos más ricos, pero si el dinero hubiese declinado en valor, esas (mercancías) serían representadas por una cantidad mayor de dinero, y los individuos serían propensos a "creerse" más ricos" - Carta (Nro 55) a Malthus, 11 de agosto de 1814 en The Works and Correspondence of David Ricardo: Volume 6, Letters 1810-15 pp 121 Piero Sraffa (editor)
16. ↑  Para una introducción a esta área, ver Roberto Gómez López EVOLUCIÓN CIENTÍFICA Y METODOLÓGICA DE LA ECONOMÍA Archivado el 12 de agosto de 2011 en Wayback Machine.
17. ↑   Ricardo percibía un conflicto entre los intereses de las "clases terratenientes" —que, en su opinión, reciben "renta" sin contribuir al proceso productivo— y los de la sociedad en general y de las clases empresariales y trabajadoras en particular.- Ver David Ricardo (3rd Edition: 1821): On the Principles of Political Economy and Taxation
18. ↑   Por ejemplo: K. Marx: (1864–1877) El Capital.
19. ↑  Por ejemplo: "De acuerdo con lo anterior, no hay nada más cierto en el cambio progresivo que está teniendo lugar en la sociedad que la continuada expansión del principio y práctica de la cooperación". (J. S Mill: Principles of Political Economy, Libro IV (Influence of Progress), cap I, punto 2) y «que la relación de amos y trabajadores será gradualmente sustituida por asociaciones, en una de dos formas: en algunos casos, la asociación de los obreros con los capitalistas, y en otros, y tal vez finalmente en todos, la asociación de los obreros entre sí». Mill creía que esas cooperativas tenían ventaja sobre  comunas u otras instituciones  socialistas porque eran capaces de competir contra las empresas tradicionales (su queja contra muchos otros socialistas es que infravaloraban la competencia como estímulo moralmente útil para la acción). Estas cooperativas podrían ser de dos tipos: un sistema de reparto de utilidades en el que el sueldo del trabajador está ligado al éxito de la empresa o una  cooperativa de trabajadores en las que la propiedad del capital social pertenece a los trabajadores. Esto último era preferible porque transforma a todos los trabajadores en empresarios, promoviendo muchas de las facultades que el mero trabajo pagado deja atrofiar. (ver Internet Encyclopedia of Philosophy: John Stuart Mill (1806-1873).  Para profundizar, ver El cooperativismo en Ia obra de John Stuart Mill.-  Philippe Légé:Socialismo y utilitarismo en la economía política de John Stuart Mill.- Gregory Claeys (1987): Justice, Independence, and Industrial Democracy: The Development of John Stuart Mill's Views on Socialism Archivado el 6 de marzo de 2016 en Wayback Machine.
20. ↑   Adam Smith, op. cit.- primer párrafo de "Introducción a la obra"
21. ↑  Para profundizar esta temática, ver Juan Carlos Rodríguez C (2003) La economía laboral en el período clásico de la historia del pensamiento económico Archivado el 12 de agosto de 2011 en Wayback Machine. (ISBN:	84-688-7252-0) esp cap X: División del trabajo y crecimiento económico
22. ↑  Matías D. Scaglione (2001): Roles de la acumulación de capital y del progreso técnico en la teoría del crecimiento económico de Adam Smith
23. ↑  Fernando Jeannot R (2006): La riqueza o pobreza de las naciones son públicas y privadas al mismo tiempo y fruto de una regulación que desde los clásicos de la economía vincula necesariamente al sector público con el privado. Por ello no es casual que todo el volumen quinto de Smith (2000: 614 y ss) se refiera a las finanzas públicas. Cercenar el modelo de equilibrio general del Estado-gobierno fue una reducción propiamente neoclásica, pero no clásica. Lo anterior no colisiona con la constatación de que la idea del equilibrio general no está formulada claramente en Smith, porque el autor carecía de una teoría de las decisiones y del comportamiento económico que luego configurarán a la racionalidad neoclásica. En cambio, Smith fundó la teoría de la autorregulación del mercado cuando sostuvo que el número de personas empleadas se proporciona al capital de la nación; es decir, a la macroeconomía pero no a ningún agente en particular. Cada agente, eso sí, persigue beneficios individuales desarrollando actividades productivas, pero no rentísticas, porque... (...)...  Por lo tanto no es cualquier búsqueda de beneficios, sino aquella que redunde en la expansión del empleo, el ingreso y el desarrollo tecnológico porque de esta forma se enriquecen las naciones. Desde los clásicos se asienta el principio de que la riqueza de las naciones tiene lugar cuando hay un juego de todos ganan, pero no otro de suma cero. Y también desde los 1700, el liberalismo económico se refiere a un Estado de mano invisible o proveniente del estado de naturaleza, pero considerando a la sociedad civil como suficientemente dinámica y productiva para solamente admitir un mínimo de agencias gubernamentales (Nozick 1990: 121). “ en Los intercambios procesados por el tanteo walrasiano Archivado el 20 de diciembre de 2013 en Wayback Machine.
24. ↑   Adam Smith:"El precio de un monopolio es en cada ocasión el más alto que se puede conseguir. El precio natural, o el precio de la libre competencia, por el contrario, es el más bajo que se puede tomar, no de hecho en cada ocasión pero sobre un tiempo considerable. El uno es en cada ocasión el más alto que se puede exprimir de los compradores, o el que, se supone, van a consentir dar; el otro es el más bajo que los vendedores generalmente pueden permitirse aceptar, y al mismo tiempo continuar sus negocios.". en An Inquiry into the Nature and Causes of the Wealth of Nations: Book 1, Chapter 7 (Of the Natural and Market Price of Commodities) párrafo 27 (en inglés en el original)
25. ↑   David Ricardo: Works and Correspondence, 7: 250-251
26. ↑   Sieveking: "El acrecentamiento de la capacidad de producción coloca a la agricultura en una situación más desfavorable que la de la industria, debido a que tiene que contar con las energías Iimitadas del suelo nacional. Ricardo, citado por Turgot, hizo observar que, con el aumento de los cultivos, las producciones de la tierra no crecen en la proporción del empleo de capital y de trabajo. Precisaría poner en explotación los suelos poco fértiles, o bien intensificar la de los antiguos con gastos desproporcionados... La referida Iey solamente tiene aplicación en el caso de un cultivo uniforme, para un territorio limitado. " op. cit
27. ↑   por ejemplo: Antonio Cabrales: Los precios de los pisos y la ciencia lúgubre
28. ↑   Por ejemplo: JULIO FAESLER La economía, la ciencia lúgubre
29. ↑  Es necesario notar que el término "ciencia lúgubre" fue introducido por Thomas Carlyle en 1849 no para referirse a esas prognosis de largo plazo sino a varias proposiciones de los economistas políticos que Carlyle consideraba eran no aceptables desde un punto de vista conservador extremo: "la Ciencia Social... que encuentra el secreto de este Universo en la oferta y la demanda y reduce el deber de los gobernantes humanos a la de dejar solos a los hombres... no es una ciencia alegre... es una... bastante rastrera y una angustiante; [es]... la ciencia lúgubre ". Carlyle vuelve a referirse, en varias ocasiones, en esta (y otras obras) a la «ciencia lúgubre» en una forma despectiva, agrupándola con otras características de la escena política no deseables (para Carlyle), tales como las 'urnas' y el 'sufragio universal'. Ver Robert Dixon The dismal science? Thomas Carlyle v John Stuart Mill Archivado el 7 de abril de 2011 en Wayback Machine.. Sin embargo, el término se generalizó con el sentido de ser la ciencia cuyas predicciones son pesimistas.
30. ↑  Sieveking: Historia de la Economía, desde el siglo XVII hasta la actualidad" cap
5. Malthus y Ricardo
31. ↑   La principal fuente de energía industrial de la época era el carbón de piedra (coal en inglés) que, se preveía, se agotaría en un futuro más o menos cercano, llevando a ruina general. ver: The New York Times (20 de febrero de 1873): A COAL FAMINE. y New Scientist Oct 30, 1980 A National Calamity
32. ↑   S Latouche: “La sociedad de la abundancia frugal” (Icaria, Barcelona, 2012) (publicado originalmente (2011) como “Vers une société d'abondance frugale: Contresens et controverses sur la décroissance”) Nótese que esto no implica que no hay ganancia sino que la ganancia y/o plusvalía debida al progreso técnico se hace cada vez menor: la producción extra producida por nueva maquinaria no es la suficiente como para justificar el gasto extra necesario para reemplazar la maquinaria antigua. Este es uno de los mecanismos básicos que han estado impulsando el fenómeno de  externalización o deslocalización: donde las empresas podían pagar mejores sueldos y mantener o aumentar sus ganancias utilizando maquinaria cada vez más ”productivas”, el costo de maquinarias actuales, en relación a su producción, es tal que lleva a las empresas a buscar medidas para reducir los costos de los salarios.
33. ↑   El crecimiento de la población debe detenerse: Sir David Attenborough
34. ↑   Engels, ensayo de 1843 (en correspondencia de Marx y Engels, p 33) citado por J. D. Bernal: Engels and Science, p I
35. ↑  David Attenborough (2011): PLANET AND POPULATION Archivado el 25 de abril de 2011 en Wayback Machine. (discurso a la Royal Society for the encouragement of Arts, Manufactures and Commerce (RSA)
36. ↑   La percepción que los clásicos creían en dicotomía fue originalmente sugerida por Knut Wicksell.- Para una introducción al concepto y consecuencias, ver: Beenstock, Michael; Ilek, Alex: Wicksell's Classical Dichotomy: Is the natural rate of interest independent of the money rate of interest?
37. ↑   Gregory Mankiw: Macroeconomía p 236 y siguientes
38. ↑   Juan Diego Castrillón: "Los economistas llaman a la separación entre variables reales (productos, empleo) y nominales (dinero) como la dicotomía clásica." en APROXIMACIÓN AL MODELO DE OFERTA Y DEMANDA; 2.2.1. La inflación y el análisis económico en el largo plazo: la dicotomía clásica
39. ↑   "Traité d'économie politique, ou simple exposition de la manière dont se forment, se distribuent, et se composent les richesses" (1803) traducido al inglés como: "A Treatise on Political Economy, or the production, distribution and consumption of wealth" (1803), p 57. Ver enlaces en: «Copia archivada». Archivado desde el original el 26 de marzo de 2009. Consultado el 26 de marzo de 2009.
40. ↑  Los clásicos no conocían el término "fallo de mercado" tal como se usa en el presente, sin embargo el concepto existía. (ver Steven G. Medema: (2007). "The Hesitant Hand: Mill, Sidgwick, and the Evolution of the Theory of Market Failure," History of Political Economy, 39(3), pp. 331-358. 2004 Online Working Paper. Archivado el 27 de septiembre de 2007 en Wayback Machine.) Las principales distorsiones que los clásicos conocían eran: Las introducidas por gobiernos, las introducidas por grupos de interés (asociaciones de productores, comerciantes, guildas, etc), los monopolios y las externalidades.
41. ↑   Para todo esto, ver Andrés Felipe Giraldo P (2006): LA NEUTRALIDAD DEL DINERO Y LA DICOTOMÍA CLÁSICA EN LA MACROECONOMÍA
42. ↑   J.S. Mill: Principles of Political Economy, 1848: p.431
43. ↑   Mankiw and Romer 1990, Vol. 1, p. 2. citado por David Colander: Beyond New Keynesian Economics: Towards a Post Walrasian Macroeconomics
44. ↑  Locke escribió, entre 1692 y 1696, una variedad de ensayos acerca del dinero, interés y comercio (por ejemplo: "For encouraging the coining silver money in England,") que se pueden encontrar en castellano en: "Escritos monetarios / John Locke; estudio preliminar, Victoriano Martín; traducción, María Olaechea. – Madrid: Ediciones Pirámide, ©1999. – 262 p. – (Colección Clásicos de la economía) ISBN 84-368-1295-6..- Ver también: Arthur H. Leigh (1974): "John Locke and the Quantity Theory of Money" en History of Political Economy. 6: 200-219
45. ↑   ver, por ejemplo los ensayos que Hume publicó en Edimburgo en 1752: "Of Interest."; "Of Money."; " Of the Balance of Trade." y "Of Commerce."
46. ↑  Para la mente medieval, fuertemente influida por la alquimia el oro era especial porque es el más noble de los metales. Y, a su vez, esa nobleza deriva de que no cambia: “La «nobleza» del oro es ser el fruto llegado a la maduración, los otros metales son «vulgares» pues ellos no son maduros. En otros términos, el final último de la Naturaleza es la consumación del reino mineral, su «maduración» completa. La transmutación natural de los metales en oro está inscrita en su destino, pues la Naturaleza tiende a la perfección.” (ver Alquimia: El oro y la inmortalidad ). Esa “nobleza natural” naturalmente lo asociaba con la nobleza política, así, por ejemplo, el Libro de las siete partidas establece: “Vestiduras hacen conocer mucho a los hombres por nobles o por viles, y por ello los sabios antiguos establecieron que los reyes vistiesen paños de seda con oro y con piedras preciosas, porque los hombres pudiesen conocer luego que los viesen a menos de preguntar por ellos. Y otro sÌ que trajesen los frenos de las sillas en que cabalgan de oro y de plata y con piedras preciosas y aún en las grandes fiestas cuando hacían sus cortes trajesen coronas de oro con piedras muy nobles y ricamente obradas. “ (Las Siete Partidas Archivado el 22 de julio de 2011 en Wayback Machine. PARTIDA SEGUNDA TÍTULO 5 Ley 5). Posteriormente algunos sugirieron que el oro posee un “valor intrínseco”: ¿Qué hay acerca del oro que le da ese atractivo tan perdurable? Algunos han sugerido que tiene un valor intrínseco – que a diferencia de otras mercancías es valioso en y por sí mismo. Para que una mercancía tenga valor intrínseco significa que hay valor aparte de aquel impartido a la mercancía por parte de un individuo. En otras palabras, existe un valor permanente, estable y objetivo, aparte de cualquier deseo o necesidad humana..... Sin embargo, el concepto del valor intrínseco es problemático. El valor de un bien varía claramente de persona a persona y de tiempo en tiempo, contrario a lo que la idea del valor intrínseco sugeriría..... Separada de la doctrina de la Creación, la misma idea del “valor intrínseco” es mística. Si se niega a Dios, y el valor no es atribuido a decisiones humanas, ¿entonces dónde se origina el valor? En realidad, la plata y el oro son valiosos porque Dios las valora (Gén. 2:11-12). Su valor puede ser considerado “intrínseco” en el sentido de que no depende de la voluntad de los hombres puesto que todo valor es determinado en última instancia por las valoraciones del Creador. Los hombres son hechos a la imagen de Dios. Por lo tanto, es básico para nuestro ser el valorar lo que Dios valora. La pureza de esto es arruinada en el pecado, pero la naturaleza básica y la función de la imago Dei permanecen. Dios valora los “metales preciosos.” Esa es la razón por la cual son “metales preciosos,” y esa es la razón por la cual los hombres hechos a su Imagen los valoran. Esa es la única explicación que es satisfactoria; es la única explicación que es posible; y es la única explicación que se necesita (El Valor Intrínseco y la Seducción del Oro Archivado el 24 de mayo de 2011 en Wayback Machine. )
47. ↑  Schwartz Center for Economic Policy Analysis: The Classical Theory of Money Archivado el 8 de diciembre de 2015 en Wayback Machine.
48. ↑   D.Ricardo, Principles of Political Economy and Taxation, 1817: p.238
49. ↑   The Bullionist Controversy Archivado el 11 de mayo de 2016 en Wayback Machine.
50. ↑   Adam Smith: El dinero o sea otra clase de bienes nos dispensan de esa fatiga. Contienen el valor de una cierta cantidad de trabajo, que nosotros cambiamos por las cosas que suponemos encierran, en un momento determinado, la misma cantidad de trabajo. El trabajo fue, pues, el precio primitivo, la moneda originaria que sirvió para pagar y comprar todas las cosas. No fue con el oro ni con la plata, sino con el trabajo como se compró originariamente en el mundo toda clase de riquezas; su valor para los que las poseen y desean cambiarlas por otras producciones es precisamente igual a la cantidad de trabajo que con ella pueden adquirir y disponer." en Investigación sobre la naturaleza y causas de la riqueza de las naciones Capítulo V Del precio real y nominal de las mercancías, o de su precio en trabajo y de su precio en moneda
51. ↑   A. Smith: "Existen diferentes clases de papel moneda, pero los billetes en circulación de los bancos y banqueros son los más conocidos y, por otra parte, los que mejor se acomodan a nuestro propósito. Tan pronto como los habitantes de un país llegan a depositar la conﬁanza necesaria en el patrimonio, la probidad y la conducta de un banquero particular, hasta el punto de creer que siempre estará dispuesto a pagar a la vista cualquier pagaré suyo que le sea presentado, no importa en qué momento, esos efectos circularán lo mismo que si fueran monedas de oro y plata, en virtud de la conﬁanza que inspiran (ver A. Smith: Investigación sobre la naturaleza y causas de la riqueza de las naciones (México DF: Fondo de Cultura Económica.- p 256). Esto llevó a Joseph Alois Schumpeter a denominarlo "dinero creado de la nada": "Este método de obtener dinero es la creación de poder de compra por los bancos […] Se trata siempre no de transformar el poder de compra que exista ya en posesión de alguno, sino de la creación, de la nada, de nuevo poder de compra –de la nada, aún si el contrato de crédito por el cual se crea el nuevo poder adquisitivo, está sostenido por valores que no son a su vez medios circulantes– que se añade a la circulación existente". (ver: Joseph A Schumpeter:. Teoría del desenvolvimiento económico (México DF: Fondo de Cultura Económica.- 1967).
52. ↑   Los "lingotistas" no proponían que la moneda fuera realmente hecha de oro o plata, sino que fuera posible cambiar una cierta cantidad minina de oro a cambio de una cierta cantidad fija de unidad monetaria. Esto, a fin de ahorrar en gastos de producción de moneda, etc. La cantidad propuesta originalmente eran lingotes de 20 onzas. La implementación real fueron lingotes de 60 onzas (5 libras troy o aproximadamente 2 kilogramos
53. ↑   Por ejemplo: Stuart Mill (1848): The Currency Question
54. ↑   P. H. Wicksteed (un economista marginalista), escribiendo en 1910, describe así la situación: "El conjunto de reserva metálica mantenida por todos los bancos constituye una fracción muy pequeña de la responsabilidad colectiva total de los bancos para pagar oro en demanda,.. cada depositante).. entonces, tendrá derecho a retirar el monto total de su saldo en oro, y cualquiera puede hacerlo realidad, siempre y cuando la maquinaria está funcionando sin problemas, pero sería imposible que cada uno lo hiciera (al mismo tiempo), porque la inmensa mayor parte de la propiedad no existe en la forma de [monedas de oro] en absoluto, consiste en toda clase de bienes y obligaciones, de un valor equivalente, en los términos de intercambio marginal, a la suma total que el público tiene el teórico derecho a extraer en oro. Todo existe, sin embargo... el importe total de los depósitos en los bancos en conjunto, representa propiedad real, y toda esa propiedad está en la posesión de los bancos en cada momento, a su importe total..... La propiedad de los clientes, representados por sus saldos en el banco, es propiedad real y está haciendo un trabajo real,.... (Percibir que) el sistema bancario de Inglaterra consiste en un dispositivo de astucia para hacer que Soberanos de Oro que sólo existen como anotaciones en un libro hagan el trabajo de los soberanos reales, es un error fundamental.” en Common Sense of Political Economy (1910) ( II.7.15)
55. ↑   Stuart Mill: “No es, sin embargo, con el último o el promedio, pero con los precios inmediatos y temporales, que ahora nos ocupamos. Esos, como hemos visto, pueden diferir en gran medida de la norma del costo de producción. Entre otras causas de fluctuación, una que hemos encontrado es la cantidad de dinero en circulación. Mientras otras cosas sean las mismas, un aumento del dinero en circulación aumenta los precios, una disminución los disminuye. Si se ofrece más dinero para circulación que la cantidad que puede circular en relación confortable a su costo de producción, el valor del dinero, por la duración del exceso, se mantendrá por debajo del nivel de costo de producción y los precios en general serán sostenidos por sobre de la tasa natural.” en "Principles of Political Economy with some of their Applications to Social Philosophy" Book III, Chapter XII Influence of Credit on Prices párrafo 2 (en inglés en el original)
56. ↑   Stuart Mill: "Principles of Political Economy with some of their Applications to Social Philosophy" Book III, Chapter XII Influence of Credit on Prices párrafos 3 y 27 (en inglés en el original)
57. ↑  DAVID LAIDLER: TRES VARIACIONES DEL MODELO DE DOBLE TASA DE INTERÉS
58. ↑  Ver, por ejemplo: La Teoría del Valor de Smith Archivado el 9 de agosto de 2011 en Wayback Machine.
59. ↑   Adam Smith: `"Todo hombre es rico o pobre según el grado en que pueda gozar de las cosas necesarias, convenientes y gratas de la vida. Pero una vez establecida la división del trabajo, es solo una parte muy pequeña de las mismas la que se puede procurar con el esfuerzo personal. La mayor parte de ellas se conseguirán mediante el trabajo de otras personas, y será rico o pobre, de acuerdo con la cantidad de trabajo ajeno de que pueda disponer o se halle en condiciones de adquirir. En consecuencia, el valor de cualquier bien, para la persona que lo posee y que no piense usarlo o consumirlo, sino cambiarlo por otros, es igual a la cantidad de trabajo que pueda adquirir o de que pueda disponer por mediación suya. El trabajo, por consiguiente, es la medida real del valor en cambio de toda clase de bienes. en Investigación sobre la naturaleza y causas de la riqueza de las naciones Capítulo V:Del precio real y nominal de las mercancías, o de su precio en trabajo y de su precio en moneda
60. ↑   Stuart Mill: Principles of Political Economy, Libro III, capítulo XXV, punto I, Of Value
61. ↑   S Mill, op cit: Book II, Chapter XIV:Of the Differences of Wages in different Employments
62. ↑   (Stuart Mill: Book III, Chapter III Of Cost of Production, in its Relation to Value)
63. ↑   Por ejemplo: Ian Steedman (1977): “Marx after Saffra” Unwin, London.- ISBN 902308 49 1
64. ↑   Piero Sraffa: (1960) Producción de mercancías por medio de mercancías
65. ↑   Marx mismo introdujo el problema en el capítulo 9 del tercer volumen de El Capital donde lo trató de resolver. El problema central desde el punto de vista de Marx es este: dado que la ganancia o plusvalía se deriva del trabajo, y dado que la relación trabajo/capital varía entre diferentes productos o mercaderías, ¿como se puede reconciliar esas variación con una hipotética "tasa de ganancia promedio" para todo el capital invertido? ¿como derivar de lo anterior la tendencia -postulada no solo por Marx pero por los clásicos en general- a la reducción de la tasa de ganancia?
66. ↑   Paul Samuelson (1971) "Understanding the Marxian Notion of Exploitation: A Summary of the So-Called Transformation Problem Between Marxian Values and Competitive Prices" Journal of Economic Literature 9 2 399–431.-